# 小行星5597
小行星5597（英語：5597 Warren）是一颗围绕太阳公转的小行星。1991年8月5日，亨利·E·霍爾特在帕洛马山发现了此天体。
这颗小行星的绝对星等为326.5153598055377等。